# Snowracer

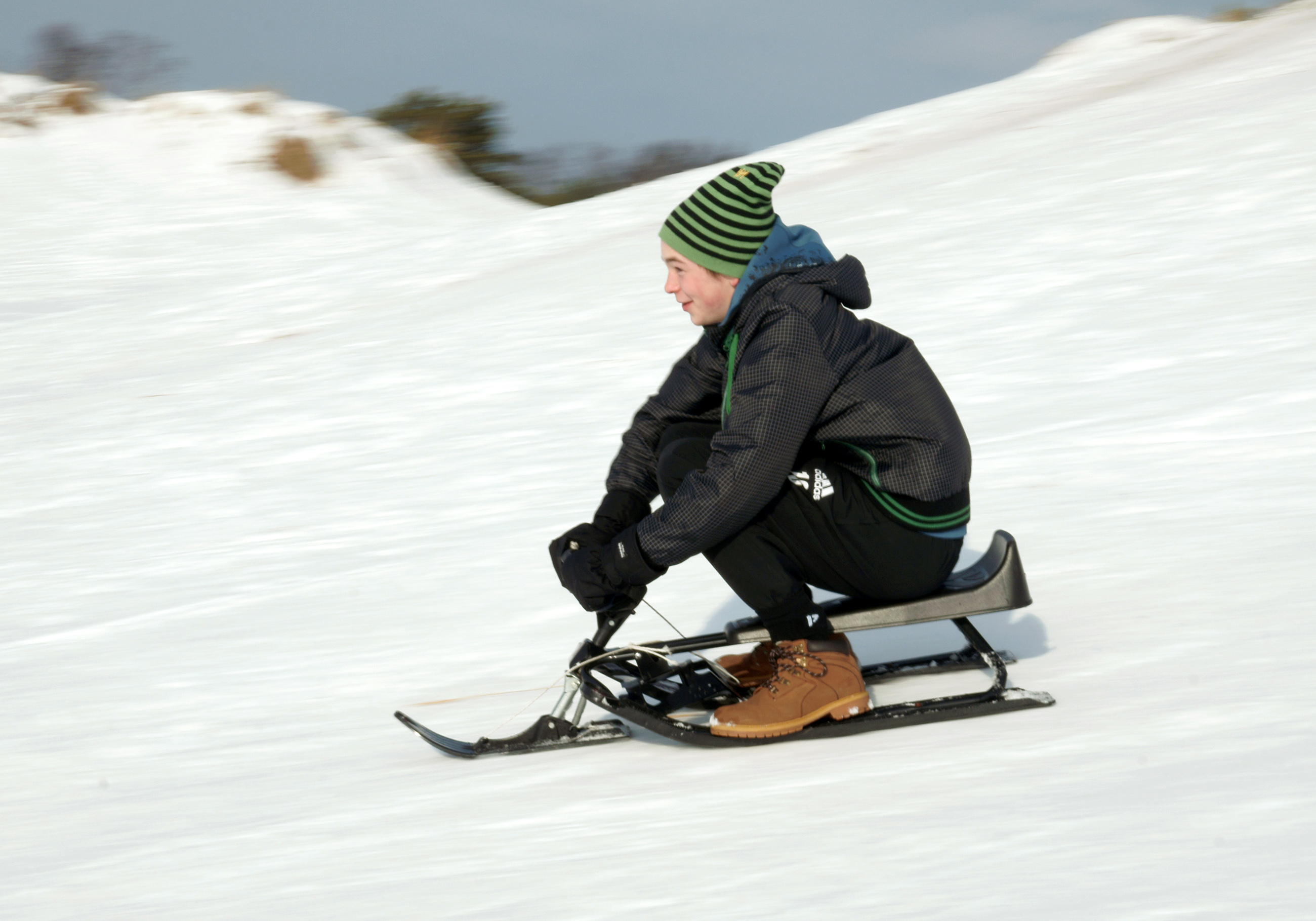
Åkning på snowracer.

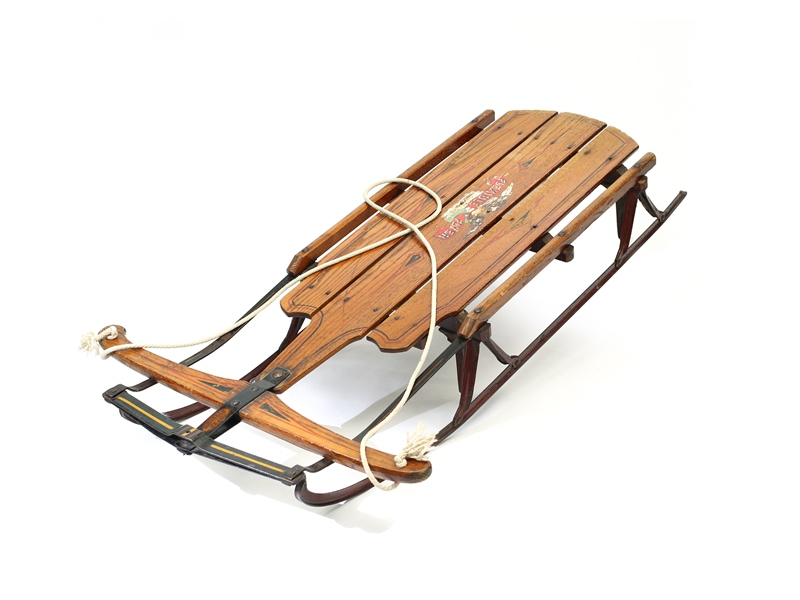
Flexible Flyers och liknande styrkälkar kan ses som föregångare till snowracern.

Snowracer, bob, bobb är en typ av kälke med ratt som används som vinterleksak i främst snötäckta backar. Leksaken har en mängd olika namn, vissa mer lokala än andra, som snöbobb, rattkälke, snowracer och styrkälke. I Finland kallas den även stiga efter produkttillverkaren. Konstruktionen består av två skidor längs varsin sida om ett säte. Längst fram sitter en ensam vridbar skida med ratt, vilket gör att den kan styras. Som kälksport kallas tävling på snowracer för sledcross. Historiskt sett har kälkar varit gjorda av trä eller metall. Snowracern, däremot, tillverkas av plast och metall.

## Namn
Ordet snowracer är från början ett registrerat varumärke, men är vanligt som namn för åkdonet i Götaland, Stockholmsregionen och Mellersta Norrland. Snowracer registrerades som varumärke 1965 och dyker upp som ord i svenska dagstidningar i början av 1970-talet.
Utöver snowracer förekommer det flera vanliga alternativa namn:
- Bob eller snöbob (alternativt stavat bobb), är ett äldre uttryck som är vanligt i stora delar av Norrland och Svealands inland. Uttrycket är känt i svenskan sedan 1908 och härstammar från amerikansk-engelskans bobsleigh med samma betydelse. Bob i bobsleigh refererar till engelskans bob (bobbing) som betyder att röra sig ryckigt, eller upp och ned.[6]
- Rattkälke är vanlig i norra Norrbottens län.[3] Namnet dyker upp i svenska dagstidningar i början av 1930-talet.[7][8]
- Styrkälke[3] är det äldsta belagda namnet i svenskan, och förekommer i en dagstidningar redan 1861 men användes då om andra typer av styrbara kälkar.[9]
- Snökälke används ibland,[10] trots att det egentligen hänvisar till alla kälkar menade för snö.

När det regionala TV-programmet Västerbottensnytt år 2014 frågade på Facebook vad vinterleksaken ska kallas, ledde det till en diskussion med över 1 300 inlägg i tråden.